# Guilherme Xavier de Sousa
Guilherme Xavier de Sousa (Desterro, 3 de julho de 1818 — Desterro, 21 de dezembro de 1870) foi um militar e político brasileiro. Participou da Guerra do Paraguai, chegando à patente de marechal.

## Biografia
Guilherme Xavier era filho do capitão Antônio Xavier de Sousa.
Sua carreira militar teve início em 20 de novembro de 1834, quando foi assentado como praça, e como Cadete de 2ª classe em 17 de dezembro de 1834. Atuou nos combates aos farroupilhas, durante a Revolução Farroupilha, e contra os paulistas da Revolução Liberal. Em 8 de junho de 1865 Guilherme Xavier de Souza juntou-se ao Exército Imperial no acampamento situado na Vila de Concórdia na Província argentina de Entre Rios. Em 1867 foi promovido a Marechal-de-Campo na província do Rio Grande do Sul, e em 1868 o Ministro da Guerra, Barão de Muritiba, ordenou que ele embarcasse para o Paraguai a fim de substituir o Marquês de Caxias no Comando das Forças Brasileiras. Em 18 de janeiro de 1869 passou a comandar as tropas brasileiras até passar o comando para o Conde D'Eu em 19 de abril de 1869.
Foi deputado à Assembleia Legislativa Provincial de Santa Catarina na 15ª legislatura (1864 — 1865), como suplente convocado e na 17ª legislatura (1868 — 1869). Foi Presidente da província do Rio Grande do Sul, de 14 de julho a 1 de agosto de 1868.
Foi casado com Clara Angélica Xavier Fagundes, e não tiveram filhos. Foi senhor de João da Cruz e Sousa, que, libertado quando tinha apenas quatro anos de idade, foi esmeradamente educado como filho de criação do casal e se tornou o poeta precursor do simbolismo no Brasil. Guilherme era abolicionista numa época onde a luta pelo fim da escravidão ainda não havia se organizado no Brasil.
Guilherme Xavier retornou do Paraguai em 18 de maio de 1869, já doente, e morreu em 21 de dezembro de 1870 na cidade de Desterro, aos 52 anos.
Em sua homenagem, o 10º Batalhão de Infantaria Leve de Montanha, em Juiz de Fora, (MG) foi nomeado como Batalhão Marechal Guilherme Xavier de Sousa. Além disso, há uma rua em Florianópolis levando seu nome, a rua Marechal Guilherme.